# 新庭縣
新庭縣是唐代黔州都督府鴻州所屬的一個羈縻縣。其轄地在今重慶市彭水縣一帶地方，是唐代招撫當地土著所設置的州縣，一般由其頭人任縣官。